# Begin Again (canción)
«Begin Again» —en español: «Empezar de Nuevo»— es una canción de la cantante estadounidense Taylor Swift, incluida en su cuarto álbum de estudio, Red, de 2012. Swift la compuso y produjo junto a Dann Huff y Nathan Chapman. Big Machine Records la lanzó como el segundo sencillo oficial del disco el 25 de septiembre de 2012.
Básicamente, habla sobre superar una ruptura. El tema recibió comentarios positivos por parte de los críticos musicales. Jessica Sager de PopCrush dijo que es una «balada suave con tintes country», mientras que Sam Lansky de Idolator comentó que «es dulce pero triste». Su recepción comercial fue moderada. Alcanzó el cuarto y séptimo puesto de las listas Canadian Hot 100 y Billboard Hot 100, respectivamente, y logró ingresar a los conteos de Australia, España, Irlanda, Nueva Zelanda y Reino Unido.
Para promocionarlo, Swift publicó un vídeo musical en su canal VEVO en YouTube el 23 de octubre de 2012. Este tuvo buena recepción por parte de los críticos, quienes señalaron que tiene cierta similitud con «Someone like You» de Adele. Por otro lado, la cantó en diferentes ocasiones. El 1 de noviembre de 2012, Swift la interpretó en los Country Music Awards con un vestido de color rojo. Al final de su presentación, la cantante recibió una ovación de pie por parte del público. El 30 del mismo mes, apareció en el programa The Ellen DeGeneres Show para interpretarlo nuevamente. El tema recibió una nominación en los CMT Music Awards de 2013 en la categoría de mejor vídeo femenino.

## Antecedentes y descripción
Taylor Swift compuso el tema y también lo produjo junto a Dann Huff y Nathan Chapman. El sencillo se dio a conocer el 24 de septiembre de 2012, cuando la intérprete lo presentó en el programa estadounidense Good Morning America. Allí, comentó que «es sobre cuando has estado en medio de una muy mala relación y finalmente te quitas el polvo y vas a esa primera cita después de superar una "mala ruptura", y la vulnerabilidad que va junto con todo eso». Según el sitio web The Boot, «es una hermosa balada que cuenta la historia de una chica que está gratamente sorprendida por un chico nuevo que hace bien todo lo que el último chico hizo mal». Billy Dukes de Taste of Country comentó que:

«Para aquellos que creen que el arco de canciones en Red cuenta una historia, el álbum termina con la dulce satisfacción de amor que se encuentra en "Begin Again". Swift escribió esta canción por su cuenta. Se trata de confiar otra vez después de que has tenido tu corazón pisado por meses o años. Una vez más, es su vulnerabilidad y su voluntad de revelar sus cicatrices de guerra que hace que esta letra [esté] en la lista de las mejores canciones de Red de Taylor Swift de manera palpable y brillante».

Dukes posicionó a «Begin Again» en el tercer puesto de su lista de «las mejores letras de Red», solo detrás de «All Too Well» y «Red», respectivamente. Asimismo, escogió el verso «And you throw your head back laughing like a little kid / I think it's strange that you think I'm funny cause he never did / I've been spending the last 8 months thinking all love ever does is break, and burn, and end / But on a Wednesday, in a cafe, I watched it begin again» —en español: «Y tiraste tu cabeza hacia atrás riendo como un niño pequeño / creo que es extraño que crees que soy divertida porque él nunca lo hizo / he pasado los últimos 8 meses pensando que todo lo que el amor siempre hace es romperse, y quemarse, y terminar / pero en un miércoles, en un café, lo vi empezar otra vez»— como el más destacado. Según la revista Billboard, a diferencia de los anteriores temas de Red que hablan sobre «relaciones perjudiciales», este trata acerca de «encontrar esperanza al final de ese período tumultoso». De acuerdo con la misma revista, la intérprete canta con una voz «susurrante de niña» en el tema y recuerda a su contribución en la banda sonora de Los juegos del hambre. Estuvo disponible en la tienda digital de iTunes el 25 de septiembre de 2012.

## Recepción

### Comentarios de la crítica
Jessica Sager de PopCrush dijo que es una «balada suave con tintes country» y que sería de interés tanto para los admiradores del pop como para los del country. También, comentó que es «un movimiento calculado para apaciguar a ambas fan bases luego del sabor pop de "We Are Never Ever Getting Back Together"». Según Sager, en el tema, «Swift pinta un cuadro vivo de una primera cita después de una áspera separación» y suena como una «mujer joven», Billy Dukes de Taste of Country dijo que es una «adorable, inspiradora, balada country acústica que es todo lo que los admiradores del country deseaban para su primer sencillo "We Are Never Ever Getting Back Together"». Asimismo, agregó que «Begin Again» comienza donde «Ours», el último sencillo de Speak Now, termina. Matt Bjorke de Rough Stock dijo que es una gran mejora para Swift y que recuerda a «Teardrops on My Guitar», pero también tiene una «moderna atmósfera de guitarras y un zumbido electrónico». Sin embargo, añadió que: «Esto nunca se interpone en el camino de la melodiosa guitarra, violines y mandolinas». Para finalizar, Bjorke le otorgó cuatro estrellas de cinco. Nate Jones de Pop Dust dijo que en la canción, la intérprete hace un llamado de vuelta a su sonido de Nashville. Shourya de Minority Review escribió que:

«"Begin Again" es una exuberante balada country que trata de un tema muy familiar, una ruptura. Esta vez, sin embargo, Taylor canta sobre sus temores en su primera cita con alguien nuevo luego de una dolorosa ruptura, y el resultado es una canción bien diseñada que sutilmente narra la vulnerabilidad de la situación».

Sam Lansky de Idolator comentó que: «"Begin Again" es dulce pero triste, teñida de arrepentimiento y optimismo. Demuestra a sus admiradores country que no se ha transformado en Ke$ha durante la noche». Liv Carter de Urban Country News opinó que: «La dulce canción es una observacional joya acústica» y halagó su letra. Sangeeta Nambi de She Knows dijo que «no es una canción muy concurrida, con instrumentación sencilla y un enfoque en su hermosa, angelical voz country. La delicada guitarra tocando a través [de la canción] acompañada de una Taylor de voz suave, hacen una canción agridulce acerca de atravesar por un difícil amor pasado y caer en los brazos de uno nuevo». Nambi añadió que «Begin Again» podría ser la continuación de «White Horse».

### Recibimiento comercial
En los Estados Unidos, alcanzó el número siete de la lista Billboard Hot 100 y el primer puesto en el conteo Digital Songs, debido a que vendió 299 000 ejemplares en su primera semana. En el mismo país, se ubicó en el puesto número treinta y ocho y el número diez en las listas Radio Songs y Country Songs, respectivamente. Al vender un millón de copias en el territorio, la RIAA le otorgó un disco de platino. Por otro lado, en Oceanía tuvo una recepción positiva. En Australia alcanzó el número veinte en la lista Australian Singles Chart y en Nueva Zelanda obtuvo el número diez. En la lista UK Singles Chart alcanzó el puesto número treinta, y en Irlanda llegó al veinticinco. En Canadá ubicó el cuarto puesto de la lista Canadian Hot 100 y recibió un disco de oro por parte de la CRIA. En el conteo español Spanish Singles Chart llegó al treinta y cinco, lo que la convirtió en la cuarta canción de la intérprete que logra ingresar a dicha lista, luego de «Love Story», «Fearless» y «We Are Never Ever Getting Back Together».

## Vídeo musical
Swift publicó un vídeo musical en su canal VEVO en YouTube el 23 de octubre de 2012 para promocionar el sencillo. Este estuvo dirigido por Philip Andelman, se filmó en París, Francia y cuenta con una duración de cuatro minutos y once segundos. La intérprete lo describió como «una carta de amor a París» y dijo que es «solo la ciudad y esta historia de alguien siguiendo adelante y encontrándose de nuevo». El vídeo inicia con Swift frente a un lago recordando un amor perdido. Luego, pasea por la ciudad y se le ve en una cafetería. Allí, atrae la atención de un fotógrafo de aspecto sofisticado. En seguida se le ve manejando bicicleta por las calles y finaliza con Swift y el fotógrafo caminando juntos. El vídeo contó con una recepción positiva por parte de los críticos. Jason Lipshutz de la revista Billboard dijo que inicia como «Someone like You» de Adele, mientras que Kyle Anderson de Entertainment Weekly señaló que recuerda a «Back to December» y dijo que es un «clip encantador, pero un poco somnoliento». Amanda Dobbins de Vulture dijo que trata sobre cómo Jake Gyllenhaal, exnovio de Swift, se burlaba de sus gustos musicales y no la dejaba usar tacones altos. Sin embargo, añadió que en el vídeo, Swift mejora a un «chico francés caliente», y lo comparó con «Someone like You». Marc Hogan de Spin también lo relacionó con «Someone like You», mientras que Crystal Bell de Celebuzz dijo que Swift parece un «sueño parisino».

## Formato
- Descarga digital

| «Begin Again» — Sencillo |               |          |  |
| N.º                      | Título        | Duración |  |
| 1.                       | «Begin Again» | 3:57     |  |

- CD Single

| «Begin Again» — Sencillo |               |          |  |
| N.º                      | Título        | Duración |  |
| 1.                       | «Begin Again» | 3:57     |  |

## Posicionamiento en listas

### Semanales
| País           | Lista                     | Mejor posición |      |
| 2012           | 2012                      | 2012           | 2012 |
| -------------- | ------------------------- | -------------- | ---- |
| Australia      | Australian Singles Chart  | 20             |      |
| Canadá         | Canadian Hot 100          | 4              |      |
| Escocia        | Scottish Singles Charts   | 27             |      |
| España         | Spanish Singles Chart     | 35             |      |
| Estados Unidos | Billboard Hot 100         | 7              |      |
| Estados Unidos | Radio Songs               | 30             |      |
| Estados Unidos | Digital Songs             | 1              |      |
| Estados Unidos | Country Songs             | 10             |      |
| Irlanda        | Irish Singles Chart       | 25             |      |
| Nueva Zelanda  | New Zealand Singles Chart | 10             |      |
| Reino Unido    | UK Singles Chart          | 30             |      |

#### Sucesión en listas
| Predecesor: «Gangnam Style» de PSY | Digital Songs — Sencillo número uno 13 de octubre de 2012 — 20 de octubre de 2012 | Sucesor: «Live While We're Young» de One Direction |

### Certificaciones
| País           | Organismo certificador | Certificación | Simbolización | Ref.   |
| -------------- | ---------------------- | ------------- | ------------- | ------ |
| Canadá         | CRIA                   | Oro           | ●             | [ 29 ] |
| Estados Unidos | RIAA                   | Platino       | ▲             | [ 24 ] |

## Premios y nominaciones
«Begin Again» recibió nominaciones en distintas ceremonias de premiación, entre ellas se destaca una nominación a la mejor canción de country en los Premios Grammy de 2014. A continuación, una lista de las candidaturas que obtuvo:
| Año  | Ceremonia de premiación | Premio                | Resultado | Ref.          |
| ---- | ----------------------- | --------------------- | --------- | ------------- |
| 2013 | CMT Music Awards        | Mejor vídeo femenino  | Nominado  | [ 11 ] [ 41 ] |
| 2014 | Premios Grammy          | Mejor canción country | Nominado  | [ 42 ]        |

## Créditos y personal
- Dann Huff: Guitarra acústica, guitarra eléctrica y productor.
- Nathan Chapman: Guitarra acústica, productor.
- Caitlin Evanson: Coros.
- Jimmie Sloas: Bajo.
- Jason Campbell: Coordinador de producción.
- Mike «Frog» Griffith: Coordinador de producción.
- Aaron Sterling: Batería.
- David Huff: Edición digital.
- Tom Bukovac: Guitarra eléctrica.
- Ilya Toshinskiy: Mandolina.
- Hank Williams: Masterizador.
- Justin Niebank: Mezclas.
- Drew Bollman: Asistente de mezclas.
- Charlie Judge: Órgano B3, sintetizador, cuerdas, acordeón y piano.
- Taylor Swift: Voz, compositora, productora.
- Steve Marcantonio: Grabación.
- Seth Morton: Asistente de grabación.
- Paul Franklin: Steel guitar.
- Jonathan Yudkin: Violín.

Fuente: Discogs